# The Fear (canção)
"The Fear" (em português:  "O Medo") é uma canção da artista britânica Lily Allen de seu segundo álbum de estúdio, It's Not Me, It's You. Escrito por Allen e Greg Kurstin, a canção foi lançada como o single principal do álbum. Inicialmente, "Everyone's At It" havia sido anunciado como o primeiro single do álbum, porém, foi decidido que "The Fear" fosse. O demo da canção vazou na Internet em Abril de 2008, no entanto, ele só foi lançado em 8 de Dezembro de 2008, pela Regal Recordings.

## Videoclipe

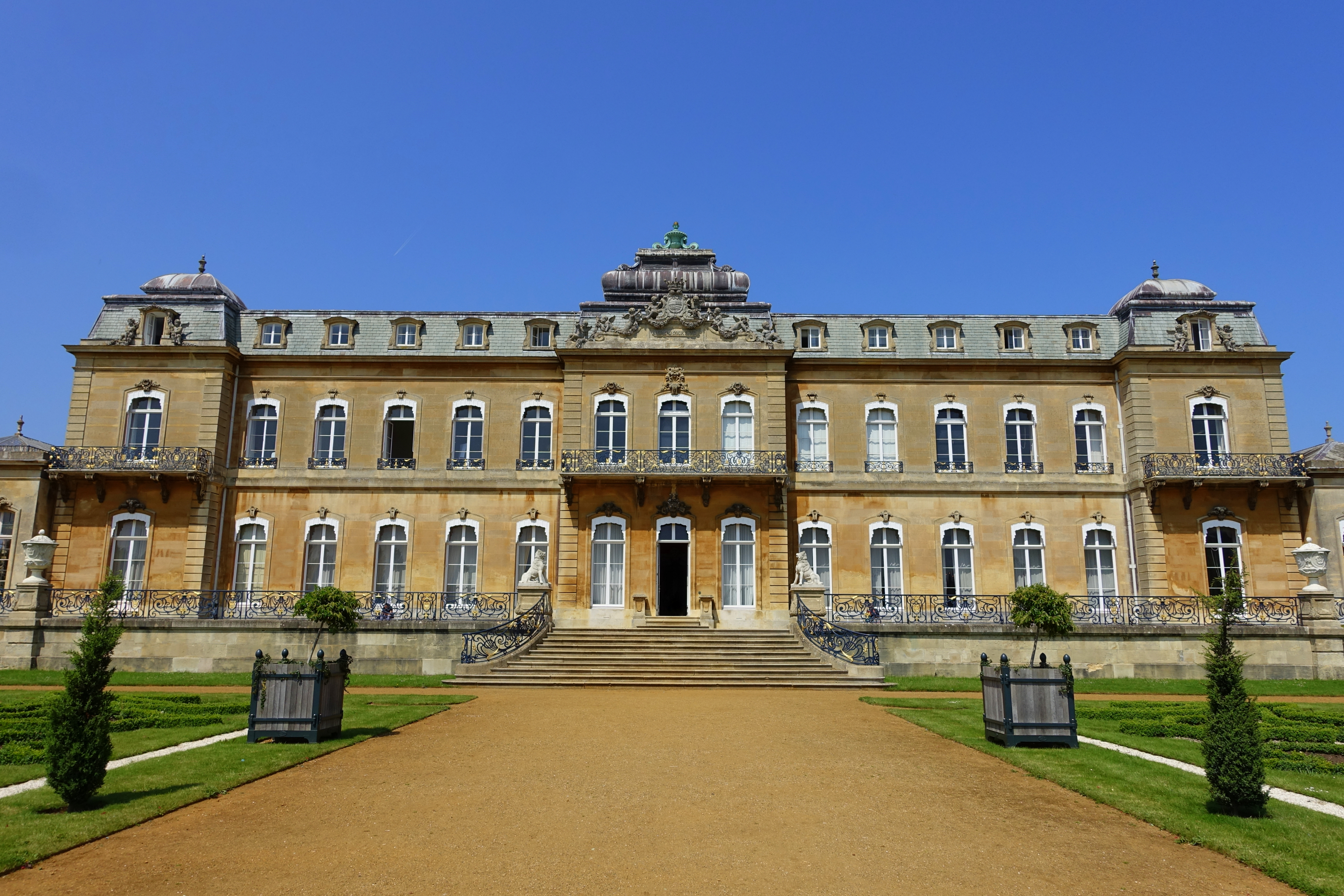
Wrest Park - Bedfordshire, England.

### Desenvolvimento
O videoclipe da música foi filmado em Wrest Park, Bedfordshire, Inglaterra, e foi dirigido por Nez. Ele inicia-se em uma paisagem campina, com Lily em um trailer, e foi estimado em um custo de £ 50.000. Durante as filmagens, o vídeo foi documentado pela MTV, em entrevista, Allen declarou: 
Eu queria fazer uma coreografia, apesar de eu realmente não estou fazendo uma dança de rotina, outras pessoas estão fazendo isso, mas eu sou parte dela. Acho que as pessoas são bastante utilizados para as meninas nessa indústria realmente ser capaz de mover-se em frente à câmera, mas eu sou apenas um lixo para esse tipo de coisa. Acho que é bastante enervante realizar, na verdade. Porque quando você escreve músicas, você realmente não penso sobre a realização de um vídeo. Eu acho que é bastante divertido. Muita cor e dança, e é sobre fazer algo que está em sintonia com a música, na verdade.

### Sinopse
Quando a porta do mesmo se abre, dá-se passagem para uma luxuosa mansão, que na realidade é uma imensa propriedade rural inglesa. O coro começa e Allen caminha por um deslumbrante corredor cercado por mordomos, que fazem movimentos sincronizados, iniciando-se uma coreografia com a cantora. Após, ela sobe as escadas da propriedade, e a câmera corta para a próxima cena, onde ela está sentada em frente a um espelho em um quarto infantil extravagante, com vestidos, luminárias, brinquedos e biscoitos. Em seguida, ela parte para a sala vizinha, na qual há gigantes e coloridas embalagens de presentes. Eles, de repente, levantam-se com dois pés humanos, e começar a girar ao redor de si, e a cantora se junta a eles. Depois de descer as escadas e caminhar através da mesma sala que ela entrou, Lily Allen sai da propriedade. O vídeo fica mais escuro, focando a artista, enquanto é cantado a estrofe pela mesma: "Esqueça as armas, esqueça as munições/Porque estou matando todos eles graças a minha pequena missão particular/Agora eu não sou uma santa, mas também não sou uma pecadora/Agora tudo está legal contanto que eu emagreça". Os efeitos visuais eufóricos e psicodélicos aparecerem mais uma vez, logo depois, como o coro tem lugar. Allen desce a soleira da mansão, que é cercada por balões dançando, mordomos pulando e fazendo uma coreografia, e nevoeiro colorido. A câmera se afasta mostrando os estabelecimentos vinculados em uma fita, mas também cinzento, melancólico nuvens gigantes, que contrastam com alegria a festa de antes. Allen declarou que espera que o vídeo iria transmitir peças de música o sarcasmo. O vestido que Lily usa durante vídeo é chamado de "Bow Dress" e foi desenhado por PPQ.

## Faixas
Download Digital
1. "The Fear" — 3:26
2. "Fag Hag" — 2:57
3. "Kabul Shit" — 3:45
4. "F**k You" — 3:40 (Limpo) (Disponível para o EP do iTunes somente)

 Reino Unido CD single
1. "The Fear" — 3:26
2. "Fag Hag" — 2:57

7" vinil
A. "The Fear" — 3:26
B. "Kabul Shit" — 3:45
CD Remix
1. "The Fear" (Mix Original) — 3:26
2. "The Fear" (Edição de Rádio de StoneBridge) — 3:26
3. "The Fear" (Edição de Rádio Prime Time de Wideboys) — 3:56
4. "The Fear" (Edição de Rádio de Dresden & Johnston) — 3:35

## Desempenho nas paradas
| Parada musical (2008/2009)    | Melhor posição |
| ----------------------------- | -------------- |
| Australian ARIA Singles Chart | 42             |
| Canadian Hot 100              | 57             |
| Irish Singles Chart           | 39             |
| UK Singles Chart              | 1              |
| Hot 100 Singles Chart         | 21             |
| Top 30 Dance Club Play        | 1(4x)          |